# Can Bozdoğan
Can Bozdoğan, né le 5 avril 2001 à Cologne en Allemagne, est un footballeur allemand qui évolue au poste de milieu de terrain au FC Utrecht.

## Biographie

### En club
Né à Cologne en Allemagne, Can Bozdoğan réalise la majeure partie de sa formation au FC Cologne, où il constitue un joueur important des différentes équipes de jeunes, en étant parfois même capitaine. Il rejoint le FC Schalke 04 en août 2019, sans même avoir joué pour l'équipe première de Cologne. Lors de la saison 2019-2020, Can Bozdoğan évolue avec l'équipe U19 de Schalke, il y devient un joueur régulier, se voyant même promu capitaine de l'équipe.
Il joue son premier match en professionnel sous les couleurs de Schalke 04 le 14 juin 2020, en étant titularisé lors d'une rencontre de Bundesliga face au Bayer Leverkusen. Les deux équipes se séparent sur un match nul ce jour-là (1-1). Faisant bonne impression lors de ses débuts, plusieurs clubs européens s'intéressent alors à lui lors de l'été 2020, comme Tottenham Hotspur ou l'Atlético de Madrid. Il reste toutefois à Schalke, et se voit intégré définitivement à l'équipe première lors de la saison 2020-2021. Le 18 octobre 2020, Bozdoğan prolonge son contrat avec Schalke jusqu'en juin 2024.
Le 27 août 2021, Bozdoğan rejoint la Turquie pour s'engager en faveur du Beşiktaş JK, sous forme de prêt d'une saison.
Le 26 juillet 2022, Can Bozdoğan est prêté par Schalke 04 au FC Utrecht pour une saison. Le club néerlandais dispose d'une option d'achat sur le joueur,.
Il inscrit son premier but pour Utrecht le 12 novembre 2022, lors d'une rencontre de championnat face au FC Volendam. Il entre en jeu à la place de Jens Toornstra et participe à la victoire de son équipe (0-4 score final).
Le 30 mai 2023, le FC Utrecht lève l'option d'achat de Can Bozdoğan. Le joueur s'engage donc définitivement avec le club pour un contrat courant jusqu'en juin 2026.
Bozdoğan se fait remarquer le 14 avril 2024 en donnant la victoire à Utrecht face au Go Ahead Eagles, en championnat. Entré en jeu, il marque dans le temps additionnel pour amener son équipe à deux buts à un, ce qui sera le score final.

### En sélection
Avec les moins de 16 ans, il inscrit un but lors d'un match amical contre l'Italie en mars 2017. Ce qui n'empêche toutefois pas la défaite des siens (3-2).
Avec les moins de 17 ans, il marque deux buts en septembre 2017, lors de matchs amicaux contre l'Italie pour son premier match (défaite 1-2 des jeunes allemands) et Israël (victoire 2-1 de l'Allemagne). Il participe ensuite à la phase finale du championnat d'Europe des moins de 17 ans en 2018, qui se déroule en Angleterre. Lors de cette compétition, il joue trois matchs, et se met en évidence en inscrivant un but face à la Serbie, permettant à son équipe de l'emporter sur le score de 0-3. Avec un bilan d'une seule victoire et deux défaites, l'Allemagne ne parvient pas à dépasser le premier tour du tournoi.
En février 2022, alors qu'il a jusqu'ici toujours représenté l'Allemagne en sélection, il affirme qu'il n'a pas encore décidé quel pays représenter avec l'équipe A, alors qu'il est également toujours éligible pour jouer sous les couleurs de la Turquie.

## Statistiques
| Saison                | Club                  | Championnat           | Championnat | Championnat | Championnat | Coupe(s) nationale(s) | Coupe(s) nationale(s) | Coupe(s) nationale(s) | Compétition(s) continentale(s) | Compétition(s) continentale(s) | Compétition(s) continentale(s) | Compétition(s) continentale(s) | Playoffs | Playoffs | Playoffs | Total | Total | Total |
| Saison                | Club                  | Division              | M.          | B.          | P.d.        | M.                    | B.                    | P.d.                  | Comp.                          | M.                             | B.                             | P.d.                           | M.       | B.       | P.d.     | M.    | B.    | P.d.  |
| 2019-2020             | Schalke 04            | Bundesliga            | 3           | 0           | 0           | -                     | -                     | -                     | -                              | -                              | -                              | -                              | -        | -        | -        | 3     | 0     | 0     |
| 2020-2021             | Schalke 04            | Bundesliga            | 14          | 0           | 2           | 1                     | 0                     | 0                     | -                              | -                              | -                              | -                              | -        | -        | -        | 15    | 0     | 2     |
| Sous-total            | Sous-total            | Sous-total            | 17          | 0           | 2           | 1                     | 0                     | 0                     | -                              | -                              | -                              | -                              | 0        | 0        | 0        | 18    | 0     | 2     |
| 2021-2022             | Beşiktaş JK (prêt)    | Süper Lig             | 23          | 1           | 1           | -                     | -                     | -                     | C1                             | 4                              | 0                              | 0                              | -        | -        | -        | 27    | 1     | 1     |
| Sous-total            | Sous-total            | Sous-total            | 23          | 1           | 1           | -                     | -                     | -                     | -                              | 4                              | 0                              | 0                              | 0        | 0        | 0        | 27    | 1     | 1     |
| 2022-2023             | FC Utrecht (prêt)     | Eredivisie            | 23          | 1           | 6           | 3                     | 0                     | 0                     | -                              | -                              | -                              | -                              | 2        | 0        | 0        | 28    | 1     | 6     |
| 2023-2024             | FC Utrecht            | Eredivisie            | -           | -           | -           | -                     | -                     | -                     | -                              | -                              | -                              | -                              | -        | -        | -        | 0     | 0     | 0     |
| Sous-total            | Sous-total            | Sous-total            | 23          | 1           | 6           | 3                     | 0                     | 0                     | -                              | 0                              | 0                              | 0                              | 2        | 0        | 0        | 28    | 1     | 6     |
| Total sur la carrière | Total sur la carrière | Total sur la carrière | 63          | 2           | 9           | 4                     | 0                     | 0                     | -                              | 4                              | 0                              | 0                              | 2        | 0        | 0        | 73    | 2     | 9     |